# Lotzorai
Lotzorai (sardinski: Lotzorài) je grad i općina (comune) u pokrajini Nuoru u regiji Sardiniji, Italija. Nalazi se na nadmorskoj visini od 11 metar i ima 2 186 stanovnika.
 Prostire se na 16,87 km². Gustoća naseljenosti je 130 st/km².
Susjedne općine su: Baunei, Girasole, Talana, Tortolì, Triei i Villagrande Strisaili.